# آخنوسور
آخنوسور (Aachenosaurus)، یک گونه مبهم از گیاهان ماقبل‌تاریخ و مربوط به دوره سانتونین و کامپانین از دوران کرتاسه پسین می باشد. این نامگذاری براساس قطعات فسیل شده‌ای که در ابتدا به آرواره یک دایناسور اردک‌منقار نسبت داده شد، صورت گرفته است. اگرچه بعدها مشخص شد که این سنگواره‌ها، در واقع بقایای یک سنگواره‌چوب بوده‌اند اما به هرحال این اشتباه به نام کاشف آن، در تاریخ دیرین‌شناسی ثبت شد.

## نامگذاری
آخنوسور به معنای سوسمار آخن است. این نام بدلیل کشف فسیل در سازند آخن واقع در منطقه مورسنت (که منطقه‌ای بی‌طرف بین بلژیک و آلمان و در شهر مرزی آخن بود) روی آن گذاشته شد. گونه آن با نام مولتی‌دنس به معنای چند دندانه است. همچنین، مترادف و اصلاح شده آن، آخنوکسیلون به معنای چوب آخن نام دارد که گونه آن به افتخار دکتر موریس هولاک نامگذاری شد.

## تاریخچه اکتشاف
گونه‌نام آخنوسور در سال ۱۸۸۷ میلادی کشف و در تاریخ ۳۱ اکتبر ۱۸۸۸ میلادی توسط دیرین‌شناس بلژیکی، جرارد اسمتس، با عنوان کامل "آخنوساروس مولتی‌دنس" نامگذاری و معرفی شد. برآورد او از قطعات یافت شده این بود که این فسیل مربوط به یک دایناسور اردک‌منقار با طول تقریبی ۴ تا ۵ متر است. او با این توضیح که قطعات یافت شده هم با چشم غیرمسلح و هم با میکروسکوپ و ذره‌بین، به طور کامل بررسی شده‌اند، از یافته‌های خود دفاع کرد؛ اما دیری نپایید که دیگر دیرین‌شناس بلژیکی، لوئیس دولو، اشتباه او را آشکار کرد. در اواخر سال ۱۸۸۹ و اوایل ۱۸۹۰ میلادی، دکتر موریس هولاک با پیشنهاد اسم "آخنوکسیلون" به جای "آخنوسور"، مترادفی جدید برای آن معرفی کرد.